# Église de la Nativité-de-Notre-Dame de Pogny
L'église de la Nativité-de-Notre-Dame est une église catholique située à Pogny, en France, dans le département de la Marne.

## Historique
La nef, le transept et la tour de la croisée ont été construits das la seconde moitié du XIIe siècle. La nef a trois vaisseaux et cinq travées avec deux niveaux. Les collatéraux devaient être plus étroits que ceux actuels et couverts d'un appentis qui devait laisser à découvert l'étage au-dessus des arcades, les fenêtres donnant sur l'extérieur. Les piles sont constituées d'un noyau enfermé dans un faisceau fasciculées de huit colonnettes groupées par paires. Comme l'indique Anne Prache, ces piles rappellent celles de l'abbatiale Saint-Rémi de Reims.
On ignore à quoi ressemblait le chœur roman. Il a peut-être été incendié au XIIIe siècle ou XIVe siècle.
Vers 1500, le chœur actuel est reconstruit. Cette construction a nécessité de modifier l'ancien transept roman. Les piles orientales de la croisée ont été reprises et les arcs de communication avec les collatéraux ont été refaits. Le chœur comporte deux travées droites avec des collatéraux terminés par des absidioles à trois pans. L'abside principale est plus saillante avec cinq pans dont les deux premiers sont droits. La clé de voûte de l'abside porte la date de 1535. Un contrefort occidental porte la date de 1552.
Au XVIIIe siècle les collatéraux sont refaits en les élargissant ainsi que la façade. Cet élargissement a modifié le couvrement des collatéraux et les fenêtres de la nef donnent alors sur les collatéraux. Les ouvertures des murs du vaisseau central donnent alors sur les bas-côtés les transformant en murs-diaphragme. Le clocher au-dessus de la croisée du transept a été refait au XVIIIe siècle sur la souche romane. 
L'église est bombardée en septembre 1914. En octobre 1915, l'architecte Ventre proposa une restauration de l'église avec un devis. Des travaux de confortement sont entrepris dès la sortie de la Première Guerre mondiale. Les travaux de remise en état commencèrent en 1931.
L'église est classée au titre des monuments historiques par arrêté 31 décembre 1915.
Au début du Seconde Guerre mondiale, en juin 1940, des bombes incendiaires détruisirent le clocher, les toitures et le plafond de la nef. Deux voûtes du chœur s'effondrèrent et celle de la croisée fut disloquée. Des mesures ont été prises en 1941 par l'architecte Haubold pour permettre la sauvegarde de ce qui reste.
La restauration est commencée en 1947.  Les combles ont été refaits en béton armé. Le plafonnage a été refait en chêne. La restauration a été confiée à l'architecte Pillet en 1950. Le clocher est reconstitué en 1953. L'église a été redonnée au culte en 1956.

## Description
- Longueur intérieure : 35,38 m
- Largeur de la nef et de ses annexes : 17,45 m

La nef de cinq travées et les deux bas-côtés sont couverts d'une charpente. Les murs gouttereaux sont divisés en deux niveaux :
- au premier niveau, de grandes arcades en arc brisé sont réalisées avec quatre gros tores accolés reposant sur la tailloir par l'intermédiaire de lourdes bases portées par des piles fasciculées surmontées de chapiteaux à décor végétal ou géométrique ;
- au second niveau, des arcades en plein cintre alternativement aveugles et percées de fenêtres qui donnaient avant le XVIIIe siècle sur l'extérieur, et actuellement sur le comble des bas-côtés.

Le clocher au-dessus de la croisée du transept est surmonté d'un petit dôme quadrangulaire sur lequel repose une flèche aigüe.

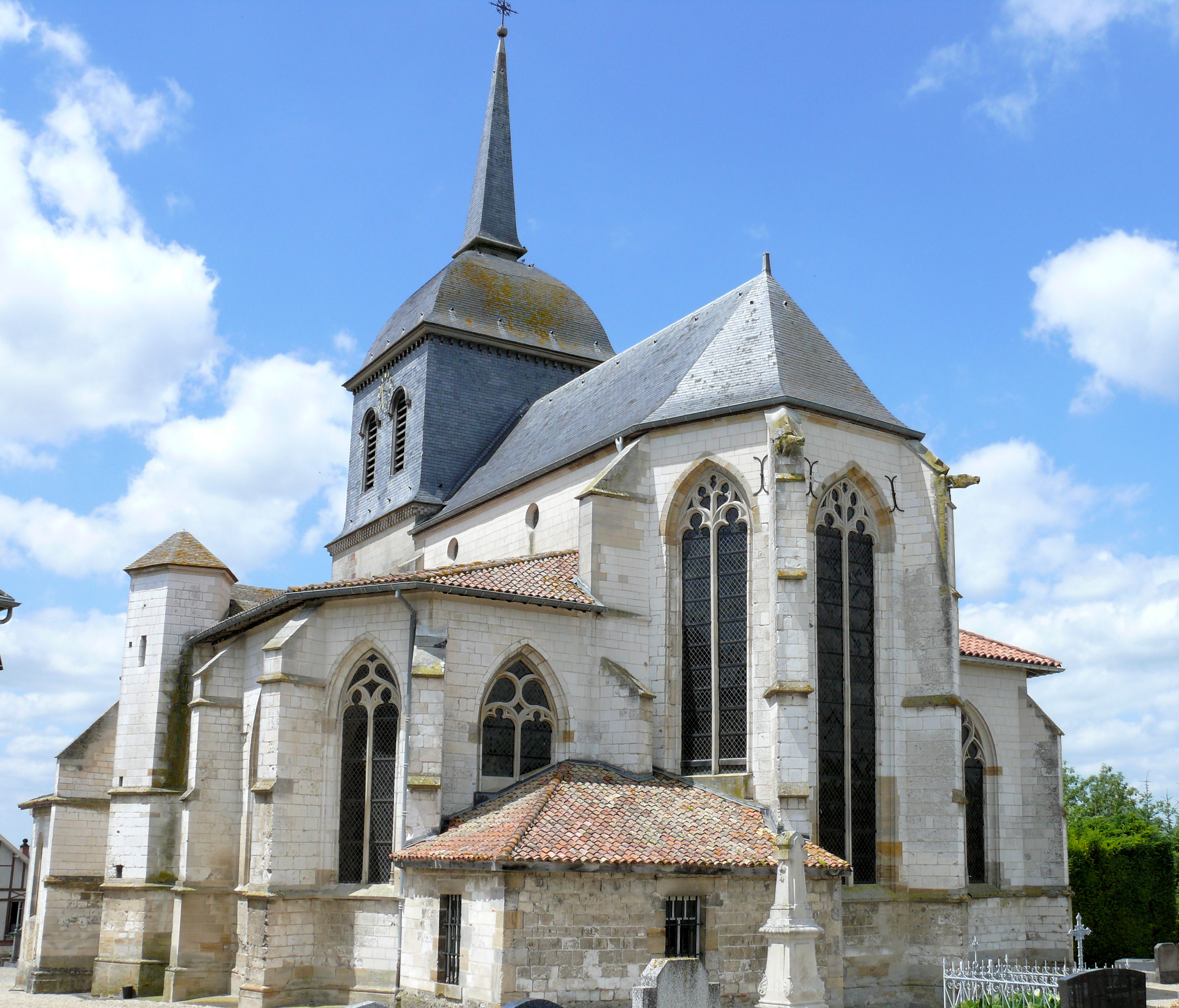
L'église vue du chevet.
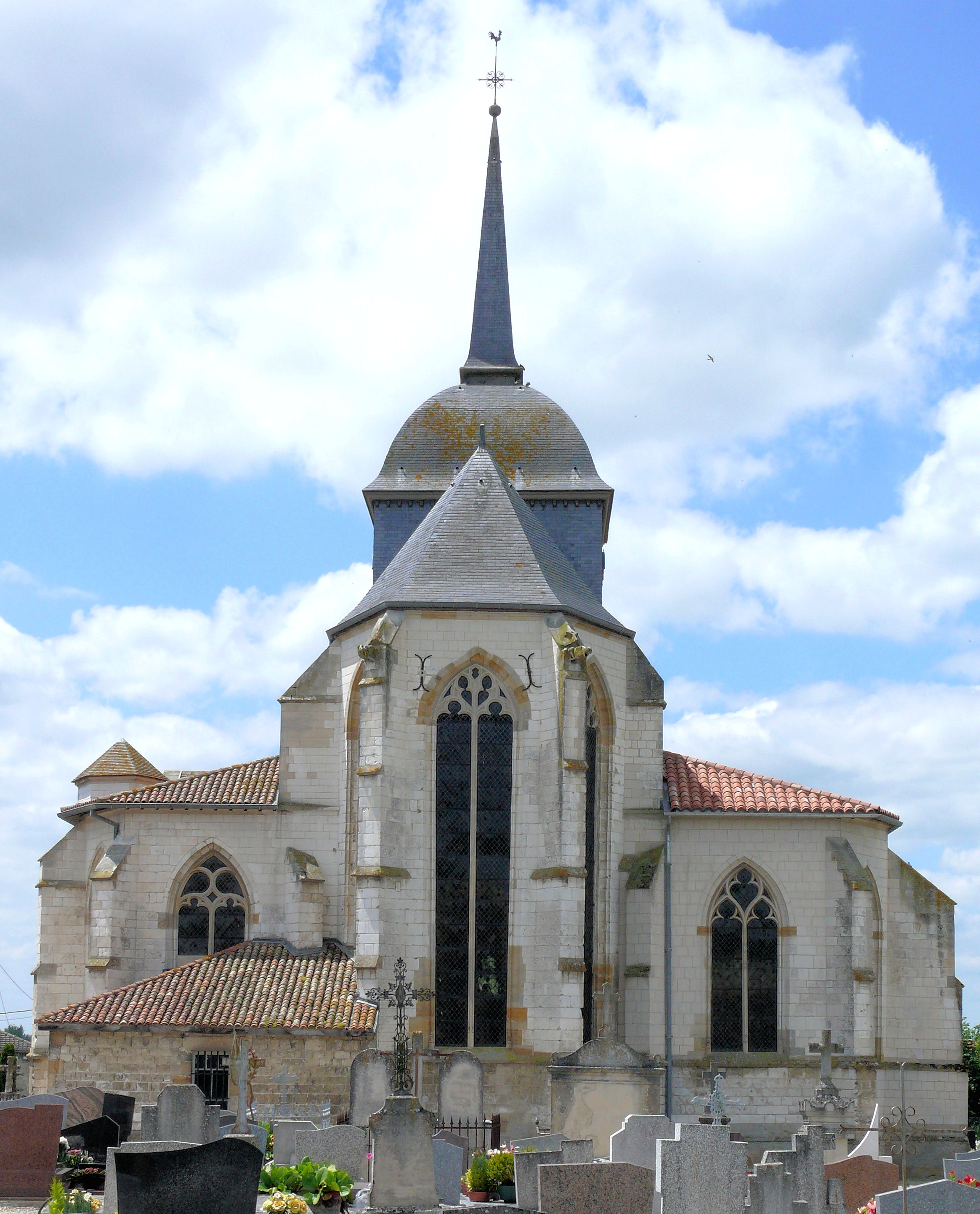
Le chevet.